# Schmehl Peak
Der Schmehl Peak ist ein 750 m hoher und felsiger Berg an der Oates-Küste des ostantarktischen Viktorialands. In den Wilson Hills ragt er oberhalb der Einmündung des Walsh-Gletschers in den Tomilin-Gletscher auf.
Der United States Geological Survey kartierte ihn anhand eigener Vermessungen und Luftaufnahmen der United States Navy aus den Jahren von 1960 bis 1963. Das Advisory Committee on Antarctic Names benannte ihn im Jahr 1970 nach Leutnant Peter W. Schmehl von den Reservestreitkräften der US Navy, Navigator einer LC-130F Hercules bei der Operation Deep Freeze des Jahres 1968.